# Iskyr
Ìskyr (także Iskar lub Iskâr, bułg. Искър, łac. Oescus) – rzeka w północno-zachodniej Bułgarii, prawy dopływ Dunaju. Długość – 368 km (najdłuższa rzeka Bułgarii płynąca w całości w jej granicach).
Źródła Iskyr bierze w górach Riła. Płynie przełomem przez Starą Płaninę na odcinku 156 km. Używana do nawadniania Kotliny Sofijskiej. Doliną Iskyr biegnie linia kolejowa oraz droga Sofia-Mezdra.